# マカロニ・ウェスタン
マカロニ・ウェスタンは、1960年代から1970年代前半に作られたイタリア製西部劇を表す和製英語。多くの作品はユーゴスラビア（当時）やスペインで撮影されたとされている。
本場イタリアの他にもイギリスやアメリカ合衆国などでは、これらの西部劇をスパゲッティ・ウェスタン（Spaghetti Western）と呼んでいる。マカロニ・ウェスタンという呼称は、セルジオ・レオーネ監督の『荒野の用心棒』が日本に1965年に公開された際に、映画評論家の淀川長治が「スパゲッティでは細くて貧弱そうだ」ということで「マカロニ」と呼び変えたと言われる。主演俳優にはジュリアーノ・ジェンマ、フランコ・ネロ、クリント・イーストウッドらがいた。

## 概要・共通要素と特徴
「マカロニ・ウェスタン」は淀川長治による造語で、この用語は外国では通用しないとも言われるが、イギリスの映画評論家であるクリストファー・フレイリングが2006年に出した著書『Spaghetti Westerns: Cowboys And Europeans from Karl May to Sergio Leone』によれば、実際には本国イタリアでもマカロニ・ウェスタンと呼ばれているという。「スパゲッティ・ウェスタン」という名称はやや蔑称的なのでドイツでは「イタロ・ウェスタン」という呼称が正式である。俳優などイタリア人以外が多く関与しているものは「ユーロ・ウェスタン」と呼ばれるケースもある。韓国ではマカロニとスパゲッティの両方の呼称が使われており、より多く用いられているのは「マカロニ・ウェスタン」である。

## 詳細

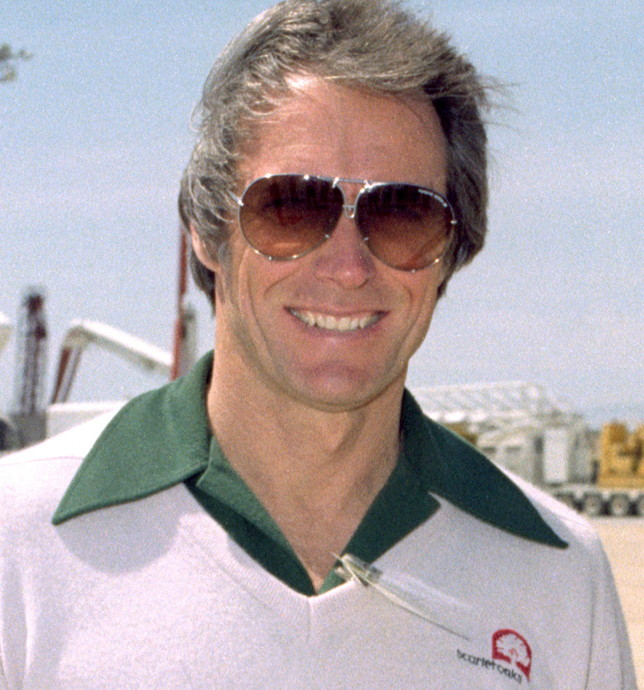
クリント・イーストウッド

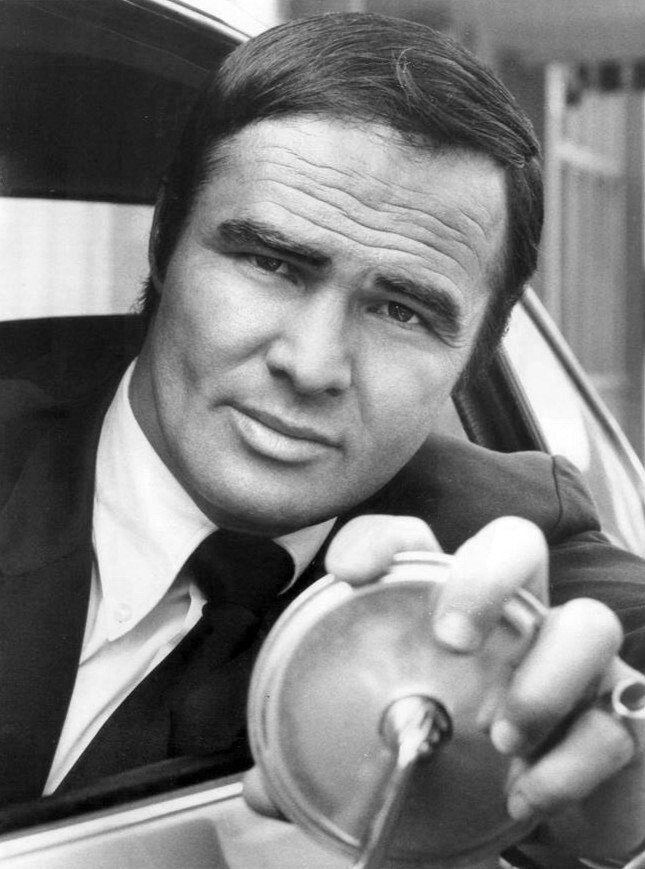
バート・レイノルズ

最初にイタリア製西部劇を撮ったのはセルジオ・コルブッチであった。1963年にロバート・ミッチャムの息子ジェームズ・ミッチャムを主役にして『グランド キャニオンの大虐殺』という西部劇を撮っている。
マカロニ・ウェスタン発生の先駆となったのは一つには「カール・マイ西部劇」とよばれる一連の西ドイツ映画があげられる。カール・マイは19世紀の作家で冒険小説を数多く書いた有名作家。ロケ地はユーゴスラビア（当時）だった。そしてマカロニ・ウェスタン登場以降も引き続いてドイツでも西部劇が作られていった。
このように西ドイツ製西部劇がマカロニウェスタンの片親だとすると、もう一方の親はイタリア史劇映画、俗に「サンダル映画」と呼ばれた一連の映画である。
イタリア映画界の巨匠フェデリコ・フェリーニをはじめとする多くの映画人が使用した欧州有数の巨大映画スタジオ「チネチッタ」が、『ベン・ハー』『十戒』などの史劇ブームの終焉でイタリア映画産業の斜陽から経営危機に陥り、活路を見いだすために製作され始めたといわれている。
ジュリアーノ・ジェンマ主演の『続・荒野の1ドル銀貨』/The Return of Ringoを撮ったドゥッチョ・テッサリなどはホメロスの「オデュッセイア」をモチーフにしている。
その基本路線は「アンチ・アメリカ西部劇」である。ドイツにはEdelwestern「高級西部劇」という言葉があるが、過去のアメリカ西部劇、ハワード・ホークスや初期のジョン・フォードなどの西部劇は保安官や用心棒の主人公が正義の味方で、ストーリーも勧善懲悪や建国神話を背景とする娯楽映画が中心だった。それに対してマカロニウェスタンは基礎的なフォーマット自体はアメリカ西部劇を踏襲しつつも、より暴力的な作風を前面に押し出していた。『荒野の用心棒』における名無しの男を代表とするニヒルなアウトロー的主人公像、拷問・リンチなどの過激なバイオレンス描写、アメリカ西部劇以上に娯楽性へと特化した内容などが特徴的。
また、レオーネの『荒野の用心棒』は映画音楽と絵との関係も変えた。いままでのように常にバックに流れていたオーケストラでなく、「音で絵を描く、セリフの代わりに音楽にストーリーを語らせる」方式にした。その第1作として特に名高いのが『荒野の用心棒』だった。制作費を安く上げるためにスペインでロケをし、ハリウッドの駆け出し俳優などを使って、残忍で暴力的なシーンを多用した斬新な作風が、当時の西部劇の価値観を大きく変えた。口笛を使ったエンニオ・モリコーネのテーマ曲も一世を風靡した。ストーリーは黒澤明の『用心棒』をそのまま使い、後に盗作で訴えられている。
役者として招いていたハリウッドのB級俳優の中には、まだ売り出し中のクリント・イーストウッドやバート・レイノルズの姿もあり、また、ハリウッドでは悪役専門だったリー・ヴァン・クリーフが主人公に据えられたりした。イタリア人の俳優では、フランコ・ネロやジュリアーノ・ジェンマが有名であるが、この「アンチ・アメリカ西部劇路線」は後にマカロニウェスタンの中で二つのサブジャンルを生み出した。
一つは「メキシコ革命もの」と言われる作品群で、アメリカではなく、メキシコ、あるいはアメリカとメキシコの国境付近を舞台に、フアレスなどが率いたメキシコ革命を扱ったもの。セルジオ・コルブッチ、セルジオ・ソリーマなどがこのモチーフを手がけている。特にソリーマは最初から社会派路線を行くマカロニ・ウェスタンを撮り続けた。『アルジェの戦い』を手がけたフランコ・ソリナスなどもいくつかのマカロニ・ウェスタンで脚本を担当している。アメリカ西部劇では主要舞台はあくまで英語圏の西部で、登場人物は英語の話者がほとんどだったのがマカロニ・ウェスタンと違う点である。
もう一つのサブジャンルは、エンツォ・バルボーニなどに代表させられるドタバタ喜劇路線。これが出てくる1970年代は、1969年ごろにその頂点に達した以後マカロニウェスタンがはっきり衰退期に入った時期だが、このドタバタ路線はある程度の成功を記した。だが、日本のテレビ洋画劇場では、ほとんど放映されなかった。この時期に有名になったのがマルクス兄弟やハーディ&ローレル以来のドタバタ喜劇コンビとも評されたバッド・スペンサーとテレンス・ヒルである。この二人を最初に共演させたのはバルボーニと思われることが多いが、最初にこのコンビを「発掘」したのは実はジュゼッペ・コリッツィで、その映画はハード路線のマカロニ・ウェスタンである。

## 歴史・黄金期と衰退
『荒野の用心棒』が世界中で爆発的な人気を博すると、イタリアでは1965年頃から500本以上にのぼる作品が量産されるようになる。
イタリアからは、ジュリアーノ・ジェンマ、フランコ・ネロがスターとなり、バッド・スペンサー、テレンス・ヒルらも登場した。年に1、2本は大型予算を投じた作品も撮られるようになり、その代表的なものに、レオーネ監督の『続・夕陽のガンマン／地獄の決斗』。そしてハリウッドからヘンリー・フォンダ、チャールズ・ブロンソンらの有名スターを招いた『ウエスタン』などがある。
アメリカ（クリント・イーストウッド（荒野の用心棒）、ヘンリー・フォンダ、ロッド・スタイガーなど）やイギリス（リンゴ・スター）などから俳優を持ってくることも少なくなかったが、大半は脇役も主役もイタリア本国を始め、スペイン（アントニオ・カサス、ニエヴェス・ナヴァロなど）、フランス（ロベール・オッセン、ジャン＝ルイ・トランティニャン）、オーストリア（ジークフリート・ルップ、ヨゼフ・エッガー、ヴィルヘルム・ベルガー）、西ドイツ（クラウス・キンスキー、マリアンネ・コッホ）など、ヨーロッパ大陸部全体から集められた。「ユーロ・ウェスタン」という呼称の所以である。南米ウルグアイ出身のスター、ジョージ・ヒルトンが参加しており、日本からも仲代達矢が招かれている。ソリーマの映画でスターとなったトーマス・ミリアンはキューバ出身（後アメリカに移住）、『続・荒野の用心棒』の作曲家ルイス・エンリケス・バカロフはアルゼンチン人である。
面白いところでは、ホラー映画で有名なルチオ・フルチが、ジュリアーノ・ジェンマでマカロニ・ウェスタンを1作撮っている。さらに、ピエル・パオロ・パゾリーニが監督でなく俳優として出演している『殺して祈れ』などの作品もある。
製作はほとんどイタリアのものだったが、最盛期にはロベール・オッセン監督・主役の『傷だらけの用心棒』など、ほとんどフランス人の手だけによる西部劇も作られた（脚本はイタリア人のダリオ・アルジェント）。これも「ユーロ・ウェスタン」の名の由来である。
マカロニ・ウェスタンは日本でも人気を集め、ブームの頃にはその影響を強く受けた時代劇や現代劇が制作された。テレビドラマでは『木枯し紋次郎』、『必殺シリーズ』、『子連れ狼』、『唖侍鬼一法眼』、『斬り抜ける』など、マカロニ・ウェスタンの要素を取り入れた作品が多く作られ、若者を中心に支持を集めた。また現代劇『太陽にほえろ!』の萩原健一が、マカロニ・ウェスタンの主人公のような格好をしていることからマカロニの愛称で呼ばれた。
映画では『股旅』、映画版『木枯し紋次郎』、『御用金』や映画版『子連れ狼』、『御用牙』などがあった。
しかし1970年代に入ると、徐々にそのブームは失速していった。マカロニ・ウェスタンは「既成のヒーロー像の反対を行く」というのが基本コンセプトであったため、『続・荒野の用心棒』のような強烈なインパクトのあるアンチヒーロー像を必要としたわけだが、その要求を満たすため様々な主人公が考え出された。棺桶を引きずったヒーロー、盲目のガンマン、聖職者のガンマンなどありとあらゆるヒーローが作り出されたが、あまりにも量産されてアイデアが枯渇してしまったということが原因の一つとしてあげられる。
1973年製作のトニーノ・ヴァレリ監督による『ミスター・ノーボディ』はこれ以降見るべき作品が生まれなかったという意味で「最後のマカロニ・ウェスタン」と一部では呼ばれている。
2005年には、全盛期に映画の撮影が行われたスペインの村がロケセットを西部村として観光化するも、それすら寂れていくという、マカロニ・ウェスタンの楽屋落ちのようなストーリーを描いた『マカロニ・ウェスタン 800発の銃弾』というスペイン映画が製作されている。

## 主な監督
- セルジオ・レオーネ - イタリア製西部劇を「マカロニ・ウェスタン」という一つの映画ジャンルとして確立した事実上の創設者。海外の映画作家に多大な影響を与えた。俳優の顔の極端なアップや特徴的なロングショットなどを使った個性的な画像で知られる。
  - 作品 - 『荒野の用心棒』Per un pugno di dollari（1964年）、『夕陽のガンマン』Per qualche dollaro in piu（1965年）、『続・夕陽のガンマン』Il buono, il brutto, il cattivo（1966年）、『ウエスタン』C'era una volta il West（1968年）、『夕陽のギャングたち』Giu la testa（1971年）
- ロベール・オッセン - 国際的に名の通ったフランス映画界の俳優・監督。代表作はマカロニ・ウェスタン『傷だらけの用心棒』Une corde, un Colt...（1968年）。自ら主役を務め、『アンジェリク』という映画シリーズでコンビを組み人気を博していたミシェル・メルシェを相手役に起用した。1961年にはメキシコを舞台にした独仏伊合作映画Le Gout de la violenceも監督している。
  - 作品 - 『傷だらけの用心棒』Une corde, un Colt...（1968年）
- ジュゼッペ・コリッツィ（英語版） - 元作家志望で、脚本家から監督になった。テレンス・ヒル、バッド・スペンサーで3本のマカロニ・ウェスタンを撮っている。その3本とも音楽は『鉄道員』のカルロ・ルスティケッリが担当。コリッツィが発見したヒル・スペンサーのコンビは後にバルボーニが引き継いだ。
  - 作品 - 『Dio perdona .. io no!』（1967年）（劇場未公開）、『荒野の三悪党』I quattro dell'Ave Maria（1968年）、『La collina degli stivali』（1969年）（劇場未公開）
- セルジオ・コルブッチ - マカロニ・ウェスタン独特のスタイルを確立した。マカロニ・ウェスタン作品数も最も多く、陰鬱な作品からコメディまで作風も幅広い。アイディアに富んだ娯楽作品を多数連発した。
  - 主な作品 - 『ミネソタ無頼』（1964年）、『続・荒野の用心棒』（1966年）、『さすらいのガンマン』（1966年）、『殺しが静かにやって来る』（1968年）、『ガンマン大連合』（1970年）、『ザ・サムライ 荒野の珍道中』』（1975年）
- エンツォ・G・カステラーリ（またはエンツォ・ジローラミ）- 1966年にレオン・クリモフスキーのマカロニ・ウェスタン『Pochi dollari per Django』で非公式の助監督をした後、『荒野のお尋ね者』Sette Winchester per un massacro（1967年）でデビューした。中堅作品が多い。作曲家のフランチェスコ・デ・マージとよく組んでいる。ずっと後になってから（1993年）フランコ・ネロでマカロニ・ウェスタンを撮ったのもジロラーミ。
  - 作品 - 『荒野のお尋ね者』Sette Winchester per un massacro（1967年）、Quella sporca storia nel West（1967年）（劇場未公開）、『黄金の三悪人』 Vado, l'ammazzo e torno（1967年）、『七人の特命隊』Ammazzali tuti e torna solo（1968年）、『Tedeum』（1972年）（劇場未公開）、『ケオマ・ザ・リベンジャー』Keoma（1976年）（劇場未公開）、『ジョナサン・ベア』Jonathan degli orsi（1993年）（劇場未公開）
- セルジオ・ソリーマ - レオーネ、コルブッチと並ぶ重要な作家で、3本のマカロニ・ウェスタンを作った。特に一作目の『復讐のガンマン』（1967年）は高い評価を受けている。レオーネの作風を受け継いだヴァレリや、これ見よがしにレオーネに対抗して見せたコルブッチと違い、ソリーマは最初から中立で独自の路線を貫き、テーマも社会的なものである。レオーネはクリント・イーストウッド、コルブッチはフランコ・ネロを起用して成功したが、ソリーマは全作品でトーマス・ミリアンを主役に立てている。
  - 作品 - 『復讐のガンマン』La resa dei conti（1966年）、『血斗のジャンゴ』Faccia a faccia（1967年）、『続・復讐のガンマン 〜走れ、男、走れ〜』Corri uomo corri（1968年）
- ダミアーノ・ダミアーニ - 政治社会問題を得意のテーマとした正統派の監督・脚本家。ジャン・マリア・ヴォロンテ、クラウス・キンスキーで撮った『群盗荒野を裂く』Quien sabe?（1966年）も社会派路線を貫き、大ヒットした。1975年にセルジオ・レオーネの誘いを受けて再度『ミスター・ノーボディ2』Un genio, due compari, un polloというマカロニ・ウェスタンをテレンス・ヒルで撮ったが、1作目ほどの成功はおさめなかった。
  - 作品 - 『群盗荒野を裂く』Quien sabe?（1966年）、『ミスター・ノーボディ2』Un genio, due compari, un pollo（1975年）
- ドゥッチョ・テッサリ - ドキュメンタリー映画からサンダル映画出身。ジュリアーノ・ジェンマを使った『続・荒野の1ドル銀貨』Il ritorno di Ringoはマカロニ・ウェスタンの名作だが、これはホメロスのオデュッセイアの最後の部分をそのままストーリーにしている。1985年に再びジュリアーノ・ジェンマで西部劇を撮った。
  - 作品 - 『夕陽の用心棒』Una pistola per Ringo（1964年）（劇場未公開）、『続・荒野の1ドル銀貨』Il ritorno di Ringo（1965年）、『荒野の大活劇』Vivi o preferibilmente morti（1969年）、『新・脱獄の用心棒』Viva la muerte ... tua!（1971年）（劇場未公開）、『魔境のガン・ファイター』Tex e il Signore degli abissi（1985年）（劇場未公開）
- エンツォ・バルボーニ（英語版）（またはE.B.クラッチャー） - カメラマン出身で、『続・荒野の用心棒』でも撮影を担当し、1969年から監督としてマカロニ・ウェスタンを撮りはじめた。最初はハード路線であったがテレンス・ヒルとバッド・スペンサーを使ったコメディ・マカロニ・ウェスタン『風来坊／花と夕日とライフルと』Lo chiamavano Trinitaで大ヒットを飛ばした後は喜劇に転向した。
  - 作品 - Ciakmull - L'uomo della vendetta（1969年）（劇場未公開）、『風来坊／花と夕日とライフルと』Lo chiamavano Trinita（1970年）、『風来坊II／ザ・アウトロー』Continuavano a chiamarlo Trinita（1971年）、『自転車紳士西部を行く』... e poi lo chianarono il magnifico（1972年）、『Trinita & Bambino ... e adesso tocca a noi!』（1995年）
- ルチオ・フルチ - ホラー映画監督として有名だが、1966年に『真昼の用心棒』Le colt cantarono la morte e fu ... tempo di masssacroでマカロニ・ウェスタンでもデビューし、フランコ・ネロだけでなくジョージ・ヒルトンをスターにのし上げた。ホラー映画に転向したのは70年代であるが、1977年、マカロニ・ウェスタンのブームがすでに去ってからもジュリアーノ・ジェンマで西部劇を撮っている。
  - 作品 - 『真昼の用心棒』Le colt cantarono la morte e fu ... tempo di masssacro（1966年）、『白い牙』Zanna Bianca（1973年）（劇場未公開）、『名犬ホワイト／大雪原の死闘』Il ritorno di Zana Bianca（1974年）（劇場未公開）、『荒野の処刑』I quattro dell'Apocalisse（1975年）（劇場未公開）、『新・復讐の用心棒』Sella d'argento（1977年）（劇場未公開）
- トニーノ・ヴァレリ - 『夕陽のガンマン』でレオーネの助監督を務め、『さすらいの一匹狼』でデビューしたので、レオーネの影響を強く受けているが、レオーネよりもマイルドな作風である。
  - 作品 - 『さすらいの一匹狼』Per il gusto di ucchidere（1966年）、『怒りの荒野』I giorni dell'ira（1967年）、『怒りの用心棒（復讐のダラス）』Il prezzo del potere（1969年）、『ミスター・ノーボディ』Il mio nome e Nessuno（1973年）

## 主な作品
- 『荒野の用心棒』（1964年 / 監督 : セルジオ・レオーネ 出演 : クリント・イーストウッド、ジャン・マリア・ヴォロンテ）
- 『夕陽のガンマン』（1965年 / 監督 : セルジオ・レオーネ 出演 : クリント・イーストウッド、リー・ヴァン・クリーフ、ジャン・マリア・ヴォロンテ）
- 『夕陽の用心棒』（1965年 / 監督 : ドゥッチョ・テッサリ 出演 : ジュリアーノ・ジェンマ、ジョージ・マーティン）
- 『荒野の1ドル銀貨』（1965年 / 監督 : カルヴィン・J・バジェット 出演 : ジュリアーノ・ジェンマ、イヴリン・スチュアート、ピーター・クロス）
- 『続・荒野の1ドル銀貨』（1965年 / 監督 : ドゥッチョ・テッサリ 出演 : ジュリアーノ・ジェンマ、ジョージ・マーティン） ※上記の続編ではない。
- 『続・夕陽のガンマン／地獄の決斗』（1966年 / 監督 : セルジオ・レオーネ 出演 : クリント・イーストウッド、リー・ヴァン・クリーフ、イーライ・ウォラック）
- 『続・荒野の用心棒』（1966年 / 監督 : セルジオ・コルブッチ 出演 : フランコ・ネロ、ロレダーナ・ヌシアク、エドゥアルド・ファハルド）
- 『真昼の用心棒』（1966年 / 監督 : ルチオ・フルチ 出演 : フランコ・ネロ、ジョージ・ヒルトン）
- 『群盗荒野を裂く』（1966年 / 監督 : ダミアーノ・ダミアーニ 出演 : ジャン・マリア・ヴォロンテ、クラウス・キンスキー）
- 『ガンマン無頼』（1966年 / 監督 : フェルディナンド・バルディ 出演 : フランコ・ネロ、コレ・キトシュ、ホセ・スアレス）
- 『情無用のジャンゴ』（1966年 / 監督 : ジュリオ・クェスティ 出演 : トーマス・ミリアン、ロベルト・カマディエル）
- 『新・夕陽のガンマン/復讐の旅』（1967年 / 監督 : ジュリオ・ペトローニ 出演 : ジョン・フィリップ・ロー、リー・ヴァン・クリーフ）
- 『怒りの荒野』（1967年/ 監督 : トニーノ・ヴァレリ 出演 : リー・ヴァン・クリーフ、ジュリアーノ・ジェンマ）
- 『拳銃のバラード』（1967年 / 監督 : アルフィオ・カルタビアーノ 出演 : アントニー・ギドラ、アル・ノートン）
- 『さすらいのガンマン』（1967年 / 監督 : セルジオ・コルブッチ 出演 : バート・レイノルズ、ニコレッタ・マキャベリ）
- 『星空の用心棒』（1967年 / 監督 : スタン・ヴァンス・出演 : ジュリアーノ・ジェンマ、コンラート・サン・マルティン、フランシスコ・ラバル）
- 『血斗のジャンゴ』（1967年 / 監督 : セルジオ・ソリーマ 出演 : ジャン・マリア・ヴォロンテ、トーマス・ミリアン）
- 『殺しが静かにやって来る』（1968年 / 監督 : セルジオ・コルブッチ 出演 : ジャン＝ルイ・トランティニャン、クラウス・キンスキー）
- 『復讐のガンマン』（1968年 / 監督 : セルジオ・ソリーマ、出演 : リー・ヴァン・クリーフ、トーマス・ミリアン）
- 『ウエスタン』（1968年 / 監督 : セルジオ・レオーネ 出演 : ヘンリー・フォンダ、クラウディア・カルディナーレ、ジェイソン・ロバーズ、チャールズ・ブロンソン）
- 『豹/ジャガー』（1969年 / 監督 : セルジオ・コルブッチ 出演 : フランコ・ネロ、ジャック・パランス）
- 『ガンマン大連合』（1970年 / 監督 : セルジオ・コルブッチ 出演 : フランコ・ネロ、トーマス・ミリアン、ジャック・パランス）
- 『夕陽のギャングたち』（1970年 / 監督 : セルジオ・レオーネ 出演 : ジェームズ・コバーン、ロッド・スタイガー）
- 『進撃0号作戦』（1973年 / 監督 : セルジオ・コルブッチ 出演 : ヴィットリオ・ガスマン、パオロ・ヴィラッジョ、エドゥアルド・ファハルド）

## 邦題の豆知識
配給会社ごとに邦題に特徴がつけられた。東和は「用心棒」、ユナイトは「ガンマン」、ヘラルドは「無頼」、松竹は「一匹狼」などである。